# Список эпизодов телесериала «911»
Список эпизодов американского телесериала «911»

## Обзор сезонов
| Сезон | Сезон | Эпизоды | Оригинальная дата показа | Оригинальная дата показа | Оригинальная дата показа | Рейтинг Нильсена | Рейтинг Нильсена    |
| Сезон | Сезон | Эпизоды | Премьера сезона          | Финал сезона             | Сеть                     | Ранг             | Зрители в США (млн) |
| ----- | ----- | ------- | ------------------------ | ------------------------ | ------------------------ | ---------------- | ------------------- |
|       | 1     | 10      | 3 января 2018            | 21 марта 2018            | Fox                      | 21               | 6,74                |
|       | 2     | 18      | 23 сентября 2018         | 13 мая 2019              | Fox                      | 28               | 7,86                |
|       | 3     | 18      | 23 сентября 2019         | 11 мая 2020              | Fox                      | 16               | 8,42                |
|       | 4     | 14      | 18 января 2021           | 24 мая 2021              | Fox                      | 11               | 7,62                |
|       | 5     | 18      | 20 сентября 2021         | 16 мая 2022              | Fox                      | 18               | 8,12                |
|       | 6     | 18      | 19 сентября 2022         | 15 мая 2023              | Fox                      | 19               | 7,95                |
|       | 7     | 10      | 14 марта 2024            | 30 мая 2024              | ABC                      | 22               | 6.67                |
|       | 8     | 18      | 26 сентября 2024         | 15 мая 2025              | ABC                      | TBA              | TBA                 |
|       | 9     | TBA     | 9 октября 2025           | TBA                      | ABC                      | TBA              | TBA                 |

## Эпизоды

### Сезон 1 (2018)
| № общий | № в сезоне | Название                                | Режиссёр             | Автор сценария                                     | Дата премьеры   | Произв. код | Зрители в США (млн) |
| --- | ---------- | --------------------------------------- | -------------------- | -------------------------------------------------- | --------------- | ----------- | ------------------- |
| 1 | 1          | «Пилот» «Pilot»                         | Брэдли Букер         | Райан Мёрфи, Брэд Фэлчак и Тим Майнир              | 3 января 2018   | 1LAY01      | 6,83                |
| Оператору 911 Эбби Кларк приходится ежедневно сталкиваться в различными ситуациями. Реагировать на них нужно максимально оперативно: будь то ребенок, которого смыла в туалет мать-подросток или змея, желающая удушить свою хозяйку. Глава пожарного отделения Бобби Нэш корит себя за то, что ранее этим днем не смог спасти девушку-самоубийцу. Новичок в его команде Эван Бакли может вылететь с работы за неподобающее поведение, а семья офицера полиции Афины Грант начинает разваливаться из-за смены сексуальной ориентации ее мужа.                    |            |                                         |                      |                                                    |                 |             |                     |
| 2 | 2          | «Пойдем» «Let Go»                       | Гвинет Хордер-Пейтон | Райан Мёрфи, Брэд Фэлчак и Тим Майнир              | 10 января 2018  | 1LAY02      | 5,55                |
| После первой смерти пострадавшего в своей карьере Бак находится на грани нервного срыва. У Эбби появляется новая сиделка для мамы, страдающей болезнью Альцгеймера, что позволяет ей отвлечься от проблем и заняться личной жизнью. Афина продолжает бороться за брак на сеансах у семейного психолога, но неожиданное признание ее мужа губит все усилия. |            |                                         |                      |                                                    |                 |             |                     |
| 3 | 3          | «Ближайший родственник» «Next of Kin»   | Барбара Браун        | Джон Дж. Грэй                                      | 17 января 2018  | 1LAY03      | 6,21                |
| Афина узнает о причинах из-за которых ее дочь решила покончить с собой. Брат Эбби предлагает ей определить мать в специализированное учреждение. Чимни не доволен, что на вызовах он всегда остается на вторых ролях. Он хочет впечатлить свою девушку и приукрашивает собственные заслуги. Наконец сделав ей предложение, мужчина получает отказ, в ярости садится за руль и попадает в аварию, ставящую под угрозу его жизнь. |            |                                         |                      |                                                    |                 |             |                     |
| 4 | 4          | «Самый худший день» «Worst Day Ever»    | Брэдли Букер         | Захари Рейтер                                      | 24 января 2018  | 1LAY04      | 6,57                |
| Эбби получает звонок от пассажира горящего самолета, который просит передать сообщение беременной жене. Самолет падает в воду и разламывается напополам. Команда 118 получает вызов на место крушения, нужно спасти выживших, пока борт не пошел ко дну. Бобби делает все, чтобы спасти маму маленького мальчика, ноги которой зажало сиденьями, а Хэн и Бак тем временем пытаются вытащить влюбленную парочку, доступ к которой завалило обломками. Афина решает наказать обидчицу дочери, вступив в противостояние с ее влиятельными родителями.               |            |                                         |                      |                                                    |                 |             |                     |
| 5 | 5          | «Точка отсчёта» «Point of Origin»       | Гвинет Хордер-Пейтон | Эрика Андерсон                                     | 31 января 2018  | 1LAY05      | 6,21                |
| Команда 118 приезжает на свадьбу, под которой провалился пол и на несчастный случай на автомойке. С Хэн связывается ее бывшая девушка и просит помочь ей выйти по УДО, но жена Генриетты эту идею не одобряет. Бак вызывается помочь Эбби в поисках матери. Бобби рассказывает священнику о том, что много лет назад он стал причиной пожара в котором погибли 148 человек, включая его жену и детей. |            |                                         |                      |                                                    |                 |             |                     |
| 6 | 6          | «Печальное событие» «Heartbreaker»      | Брэдли Букер         | Мэттью Ходжсон                                     | 7 февраля 2018  | 1LAY06      | 6,64                |
| День Святого Валентина, как всегда, приносит 911 массу проблем. Попытка летчика "креативно" сделать предложение своей любимой чуть не заканчивается трагедией. Парень, вернувшийся домой, не подозревает, что на заднем дворе лежит полуголый бывший муж его девушки. Афина, приехавшая на вызов по поводу шума соседей, попадает в смертельную ловушку к психически ненормальной девушке. Эбби и Бак идут на первое свидание, которое заканчивается крайне неожиданно. Чимни возвращается на службу.                                                            |            |                                         |                      |                                                    |                 |             |                     |
| 7 | 7          | «Полная луна» «Full Moon (Creepy AF)»   | Магги Кили           | Адам Пенн                                          | 28 февраля 2018 | 1LAY07      | 5,95                |
| В полнолуние причины вызова 911 становятся еще более необычными. Афина, Чимни и Хэн приезжают на вызов старушки, считающей, что у ее дома стоит незнакомец, но ситуация оказывается гораздо страшнее, чем команда себе представляет. Также команда сталкивается с "пожирателем лиц", желающим продегустировать прохожих. Бобби и Бак тем временем приезжают на курсы йоги для беременных, где сразу несколько девушек начинают рожать. Эбби пытается помочь полиции раскрыть убийство, свидетелем которого она стала. Хэн изменяет своей жене с бывшей девушкой. |            |                                         |                      |                                                    |                 |             |                     |
| 8 | 8          | «Неумолимая карма» «Karma's a Bitch»    | Барбара Браун        | Кристен Рейдель                                    | 7 марта 2018    | 1LAY08      | 6,05                |
| Карма неумолима! Домашний тиран, ставший причиной самоубийства жены умирает от ранее выпущенной ею же пули. Владелец фитнес клуба, оставивший собаку в запертой машине на солнцепеке скоро сам сгорает в неисправном солярии. Известный браконьер становится жертвой тигра, сбежавшего из зоопарка. Во время дня донора на работе Бобби узнает, что может помочь гораздо большему количеству людей, чем он думал. После разговора с детьми Афина принимает судьбоносное решение насчет своего брака.                                                             |            |                                         |                      |                                                    |                 |             |                     |
| 9 | 9          | «Попавшие в бедствие» «Trapped»         | Гвинет Хордер-Пейтон | Сюжет: Адам Гласс Телесценарий: Аристотель Кусакис | 14 марта 2018   | 1LAY09      | 6,55                |
| У матери Эбби участились приступы из-за чего несколько ее свиданий с Баком срываются. Парень не уверен, что может выдержать отношения, где появились подобные трудности, и просит совета у Бобби. Команда 118 вызволяет из лифта мать со взрослым сыном и спасает бродягу, застрявшего в мусорном прессе. Ухажер Афины готов перейти к новому уровню в их отношениях. Но готова ли к этому Афина? |            |                                         |                      |                                                    |                 |             |                     |
| 10 | 10         | «Совершенно новый ты» «A Whole New You» | Брэдли Букер         | Райан Мёрфи, Брэд Фэлчак и Тим Майнир              | 21 марта 2018   | 1LAY10      | 6,58                |
| Хэн и Чимни приезжают в морг на вызов о травме патологоанатома, но встречают там живого пострадавшего с прошлого вызова, которого они же отправили в морг, как труп. После похорон матери Эбби решает заняться собой и отправиться путешествовать. Бак тем временем ищет интернет мошенника, который притворяется его именем в соц.сети. Бобби хочет наладить личную жизнь и регистрируется на сайте знакомств, но счастье гораздо ближе, чем ему кажется. |            |                                         |                      |                                                    |                 |             |                     |

### Сезон 2 (2018—2019)
| № общий | № в сезоне | Название                                                     | Режиссёр             | Автор сценария               | Дата премьеры    | Произв. код | Зрители в США (млн) |
| --- | ---------- | ------------------------------------------------------------ | -------------------- | ---------------------------- | ---------------- | ----------- | ------------------- |
| 11 | 1          | «Под прессом» «Under Pressure»                               | Гвинет Хордер-Пейтон | Тим Майнир и Брэд Фэлчак     | 23 сентября 2018 | 2LAY01      | 9,83                |
| В аномально жаркий день у полиции и спасателей много вызовов. Нужно вытащить машину из крыши дома и руку человека из бассейна. В пожарной части появляется новенький Эдди. Он более дисциплинирован и быстро находит общий язык со всеми. Все это вызывает недовольство Бака, к которому неожиданно приехала сестра Мэдди. Мужчины команды 118 решают принять участие в конкурсе на съемку в ежегодном календаре пожарных. Афина и Бобби сильно ссорятся. |            |                                                              |                      |                              |                  |             |                     |
| 12 | 2          | «7.1» «7.1»                                                  | Брэдли Букер         | Захари Рейтер                | 24 сентября 2018 | 2LAY02      | 6,60                |
| Землетрясение магнитудой 7.1 приводит к разрушению многих объектов города, в том числе и моста, по которому Афина везла в участок задержанного. Команда капитана Нэша выезжает к полуразрушенному отелю, который может полностью обвалиться при повторном толчке. Спасатели работают под завалами, когда второй сильный толчок ставит их жизни под угрозу. Мэдди осваивается на работе оператора 911. |            |                                                              |                      |                              |                  |             |                     |
| 13 | 3          | «Помощь не приходит» «Help Is Not Coming»                    | Брэдли Букер         | Захари Рейтер и Тим Майнир   | 1 октября 2018   | 2LAY05      | 6,09                |
| Третий толчок обрывает тросы лифта, как раз когда Эдди и Бак спускают по шахте пострадавших. Капитан Нэш получает приказ эвакуировать команду и прекратить спасательные работы. Но Бобби не готов оставить под завалами Генриетту и маленького ребенка. Майкл пытается успокоить себя и детей, ведь Афина еще не вернулась с дежурства. |            |                                                              |                      |                              |                  |             |                     |
| 14 | 4          | «Время раздумий» «Stuck»                                     | Сара Бойд            | Джон Дж. Грей                | 8 октября 2018   | 2LAY04      | 5,92                |
| В этот раз команде 118 придется спасать девушку, застрявшую в выхлопной трубе, застрявшего между стенами зданий охранника и мужчину, застрявшего в банкомате. Из-за того, что бабушка Эдди сломала бедро и не может присмотреть за Кристофером, пожарному приходится взять сына с собой на работу. Встреча с бывшей девушкой заставляет Чимни пересмотреть свою жизнь. Афине предлагают долгожданное повышение, но нужно ли ей оно теперь? |            |                                                              |                      |                              |                  |             |                     |
| 15 | 5          | «Ужасные люди» «Awful People»                                | Кевин Хукс           | Кристен Рейдель              | 15 октября 2018  | 2LAY03      | 5,88                |
| Мэдди, по совету куратора, отправляется вместе с Афиной на реальные вызовы, один из которых вскрывает Кэндалл грубые нарушения ее коллеги по работе Глории. После того, как последнюю увольняют, она начинает преследовать Мэдди, обвиняя во всем ее. К Хэн приходит Ева, нашедшая новый способ забрать себе сына. Спасатели снова сталкиваются со знакомой им мошенницей, на этот раз попавшей под машину. |            |                                                              |                      |                              |                  |             |                     |
| 16 | 6          | «Всего понемногу» «Dosed»                                    | Гвинет Хордер-Пейтон | Хуан Карлос Кото             | 22 октября 2018  | 2LAY06      | 5,64                |
| Мэдди, сталкиваясь со своими страхами, проявляет чудеса стойкости. В день рождения погибшей дочери Бобби находится в тяжелом эмоциональном состоянии. Команда приезжает на вызов о крушении вертолета и спасает из него телеведущую. Девушка решает снять репортаж о пожарной станции. В этот же день кто-то присылает на станцию сладости с ЛСД. Опьянение застает спасателей на вызове. Бобби признается Афине, что хочет снова попробовать наркотики. |            |                                                              |                      |                              |                  |             |                     |
| 17 | 7          | «Одержимые» «Haunted»                                        | Лони Перистер        | Эрика Андерсон               | 29 октября 2018  | 2LAY07      | 5,63                |
| Очередной Хэллоуин не обходится для спасателей без пугающих вызовов. В парке ужасов на посетителей нападают летучие мыши, из-за технической ошибки в 911 поступает звонок семилетней давности, а на кладбище кто-то видел живых мертвецов. Хэн узнает новости об отце, Эдди приходится встретиться с бывшей женой, а Бак решает окончательно выяснить отношения с Эбби. |            |                                                              |                      |                              |                  |             |                     |
| 18 | 8          | «Бак, смелее» «Buck, Actually»                               | Варда Бар-Кар        | Мэттью Ходжсон               | 5 ноября 2018    | 2LAY08      | 5,59                |
| Отношения Мэдди и Чимни вызывают у Бака подозрения, в то время, как он сам пытается разобраться в своих отношениях с девушками. Команда отправляется на автостраду, где женщина пытается привлечь внимание своего мужа, а также приезжает на самое комичное ограбление в своей карьере. Майкл хочет познакомить Афину со своим парнем. |            |                                                              |                      |                              |                  |             |                     |
| 19 | 9          | «Хен вспоминает былое» «Hen Begins»                          | Дженнифер Линч       | Аристотель Кусакис           | 19 ноября 2018   | 2LAY09      | 5,15                |
| Хэн рассказывает начало своей истории на пожарной станции. Она проходит через расизм и сексизм на пути к своей мечте помогать людям. |            |                                                              |                      |                              |                  |             |                     |
| 20 | 10         | «Веселое Рождество» «Merry Ex-Mas»                           | Брэдли Букер         | Кристофер Монфетт            | 26 ноября 2018   | 2LAY10      | 6,15                |
| В Рождество спасатели сталкиваются с типичными праздничными происшествиями, а также помогают отцу успеть на концерт к дочери. Жена Эдди требует встречи с сыном, что ставит пожарного в тупик. Мэдди рассказывает Чимни о прошлых праздниках с мужем-садистом, который гораздо ближе, чем она думает. Афина и Бобби делают серьезный шаг в своих отношениях. |            |                                                              |                      |                              |                  |             |                     |
| 21 | 11         | «Новые начинания» «New Beginnings»                           | Джон Дж. Грей        | Тим Майнир и Кристен Рейдель | 18 марта 2019    | 2LAY11      | 5,96                |
| В 911 с дорожной магистрали поступает сообщение о нападении акулы на человека. Какая-то ошибка или очередной необычный случай? Афина выезжает на проверку звонка мальчика, сообщившего о жестоком обращении и нападает на след ребенка пропавшего 6 лет назад. Это отвлекает ее от приезда родителей, превративших ее жизнь с Бобби в ад. Мэдди решает подать на развод с мужем и соглашается пойти с Чимни на свидание. Но Даг уже рядом. Он ранит Чимни и похищает бывшую жену. |            |                                                              |                      |                              |                  |             |                     |
| 22 | 12         | «Чимни начинает» «Chimney Begins»                            | Дженнифер Линч       | Эрика Андерсон               | 25 марта 2019    | 2LAY12      | 5,66                |
| Пока Чимни борется за жизнь, мы увидим начало его карьеры в пожарном участке в 2005 году. |            |                                                              |                      |                              |                  |             |                     |
| 23 | 13         | «Сражение или полет» «Fight or Flight»                       | Миллисент Шелтон     | Кристен Рейдель              | 1 апреля 2019    | 2LAY13      | 6,16                |
| Бак обнаруживает окровавленного Чимни, лежащего у порога дома Мэдди без сознания. Бак при помощи Афины и полиции штата пытается найти сестру. Но и девушка больше не хочет быть жертвой: она готова дать мужу отпор. |            |                                                              |                      |                              |                  |             |                     |
| 24 | 14         | «Отказ системы» «Broken»                                     | Брэдли Букер         | Хуан Карлос Кото             | 15 апреля 2019   | 2LAY14      | 5,65                |
| Когда в Лос-Анжелесе ломаются линии связи в 911 наступает хаос. В отдаленном жилом комплексе взрывается газовая труба, ребенок застрял в горящем доме. Команда 118 приезжает на место и рискует жизнью, чтобы происшествие обошлось без жертв. Майкл ревнует детей к Бобби, считая, что сын больше восхищается отчимом-героем, чем родным отцом. |            |                                                              |                      |                              |                  |             |                     |
| 25 | 15         | «9-1-1 друзей Оушена» «Ocean's 9-1-1»                        | Мэри Уигмор          | Эндрю Мейерс                 | 22 апреля 2019   | 2LAY15      | 5,99                |
| Команду 118 вызывают в банк, где несколько человек отравились чем-то, похожим на химическое оружие. Хэн при попытке оказать помощь одному из пострадавших сама становится жертвой отравления в запертом банковском хранилище. После успешного завершения операции команда возвращается на базу, куда за ними приезжает полиция. В банке произошло ограбление, похищенные деньги находят в пожарной машине. Вся команда 118 под подозрением, Бобби временно отстраняют от должности. |            |                                                              |                      |                              |                  |             |                     |
| 26 | 16         | «Бобби все начинает заново» «Bobby Begins Again»             | Дженнифер Линч       | Кристофер Монфетт            | 29 апреля 2019   | 2LAY16      | 5,49                |
| История переносится в 2014 год, когда у Бобби в пожаре погибла семья. Он получает назначение на место капитана пожарной станции в Лос-Анжелесе. |            |                                                              |                      |                              |                  |             |                     |
| 27 | 17         | «Осторожнее со своими желаниями» «Careful What You Wish For» | Брэдли Буекер        | Мэтью Ходжсон                | 6 мая 2019       | 2LAY17      | 5,81                |
| На период отстранения Нэша его место занимает Чимни, но все по прежнему бегают за советами и звонят своему прежнему начальнику. Команда выезжает на происшествия на шоколадной фабрике, а также на серьезную аварию на перекрестке, где женщина сбила пешеходов. В одной из пострадавших Эдди узнает свою жену. Она умирает по дороге в больницу. Чимни считает, что не справляется с ролью руководителя и винит себя в смерти Шеннон. Мэдди тоже разочаровывается в своей работе и решает уволиться, но коллеги не готовы так легко ее отпустить. Бобби и Афина тем временем готовятся к свадьбе. В городе появляется серийный подрывник. |            |                                                              |                      |                              |                  |             |                     |
| 28 | 18         | «Жизнь, которую мы выбираем» «This Life We Choose»           | Брэдли Буекер        | Тим Майнир                   | 13 мая 2019      | 2LAY18      | 6,44                |
| После похорон Шеннон родители Эдди предлагают ему вернуться в Техас. Жертвами подрывника стали уже три человека, один из которых погиб. Четвертую коробку находят дети Афины под ее дверью. Полиция понимает, что к взрывам причастен сын одного из арестованных офицером ранее мужчин, но найти его не просто. Бобби понимает, что тоже был причастен к тому старому делу, а значит, подрывник угрожает и ему. Предчувствие его не обманывает: вскоре на воздух взлетает пожарная машина команды 118 и прижимает Бака. Подрывник требует привести к нему капитана Нэша, иначе взрыв повторится.                                           |            |                                                              |                      |                              |                  |             |                     |

### Сезон 3 (2019—2020)
| № общий | № в сезоне | Название                                                     | Режиссёр                  | Автор сценария                                                                       | Дата премьеры    | Произв. код | Зрители в США (млн) |
| --- | ---------- | ------------------------------------------------------------ | ------------------------- | ------------------------------------------------------------------------------------ | ---------------- | ----------- | ------------------- |
| 29 | 1          | «Современные дети» «Kids Today»                              | Дженнифер Линч            | Кристен Рейдель                                                                      | 23 сентября 2019 | 3LAY01      | 7,14                |
| Мы готовы на все ради детей, а они готовы на все ради нас. Подросток готов пожертвовать собой, чтобы не испортить отцовскую машину, у которой отказали тормоза. Взрослые дети просят спасателей приехать в дом престарелых и вытащить из запертой комнаты их отца. Но они и не подозревают, какие сюрпризы таит в себе это заведение. Сумасшедшая женщина, мечтающая о детях похищает беременную и вырезает ребенка из ее живота. Афина и спасатели при поддержке Мэдди должны найти мать и малышку, пока не стало слишком поздно. Команда устраивает вечеринку в честь возвращения Бака на службу после лечения, но праздник едва не заканчивается катастрофой. |            |                                                              |                           |                                                                                      |                  |             |                     |
| 30 | 2          | «Плыви, или утонешь» «Sink or Swim»                          | Бредли Буэкер             | Хуан Карлос-Кото                                                                     | 30 сентября 2019 | 3LAY02      | 7,48                |
| Бак и Кристофер оказываются в эпицентре цунами. Теперь их главная задача - выжить самим и спасти остальных. Афина и Мэй попадают в ДТП с участием множества машин и вынуждены помогать пострадавшим самостоятельно, так как все спасатели заняты устранением последствий катастрофы. Команда 118 пытается спасти молодоженов, застрявших на яхте. Мэдди берет на себя часть управленческих функций в диспетчерском центре. |            |                                                              |                           |                                                                                      |                  |             |                     |
| 31 | 3          | «Искатели» «The Searchers»                                   | Чад Лоу                   | Дэвид Фьюри                                                                          | 7 октября 2019   | 3LAY03      | 7,34                |
| Команда 118 спасает людей, застрявших на колесе обозрения. Бак делает все, чтобы найти Кристофера, пропавшего при отливе. Мэдди чувствует неладное, когда не поступает ни единого звонка с просьбой о помощи из бизнес центра. Она хочет направить туда спасателей, но для вызова бригады нужны основания, которых нет. Афине приходится тяжелее всего - она должна самостоятельно ампутировать руку спасателю, зажатому под машиной. |            |                                                              |                           |                                                                                      |                  |             |                     |
| 32 | 4          | «Раздражители» «Triggers»                                    | Хоакин Седильо            | Дэвид Фьюри, Кристофер Монфетт и Тоня Конг                                           | 14 октября 2019  | 3LAY05      | 6,31                |
| После цунами у Кристофера начинаются кошмары и Эдди ведет сына к психологу. Психологическая травма Мэдди, появившаяся после семейной жизни с садистом, дает о себе знать после звонка на линию 911. Бак узнает, что не может получить допуск к работе в пожарной части из-за Бобби. Желание вернуться на службу толкает парня на отчаянный шаг. |            |                                                              |                           |                                                                                      |                  |             |                     |
| 33 | 5          | «Ярость» «Rage»                                              | Джэнн Тёрнер              | Линдси Больё                                                                         | 21 октября 2019  | 3LAY06      | 6,54                |
| Команда 118 приезжает на происшествия, причиной которых является ярость. Майкл, отвозя детей домой, сталкивается с непорядочными полицейскими, что приводит к его ссоре с Афиной. Хэн и Карен узнают о проблемах с панируемым ЭКО. Бак понимает, что судебный иск в адрес пожарной части и лично капитана Нэша разрушает его отношения с сослуживцами. |            |                                                              |                           |                                                                                      |                  |             |                     |
| 34 | 6          | «Монстры» «Monsters»                                         | Тина Мабри                | Кристофер Монфетт                                                                    | 28 октября 2019  | 3LAY07      | 6,26                |
| После вызова на тыквенную ферму Чимни преследует ворон, но больше птицу никто не видит. Бак возвращается на службу, где его ожидает не самый теплый прием после всего произошедшего. Мэдди может потерять работу и испортить отношения с Чимни, желая помочь жертве домашнего насилия против ее воли. Женщина, пострадавшая в аварии уже несколько дней возит сбитого ею человека на капоте машины. Афина получает вызов из больницы, куда привезли истощенного ребенка в синяках. Офицер даже не догадывается, что девочка - только одна из детей, прикованных в подвале собственными родителями.                                                               |            |                                                              |                           |                                                                                      |                  |             |                     |
| 35 | 7          | «Афина начинает» «Athena Begins»                             | Таша Смит                 | Кристен Рейдель                                                                      | 4 ноября 2019    | 3LAY04      | 6,08                |
| 1989 год. Молодой офицер полиции Афина Картер узнает об убийстве своего жениха во время ограбления магазина. Убийцу не нашли. В 2019 году на пороге ее дома появляется капитан полиции с шокирующей новостью, которая может помочь Афине найти преступника и закрыть дело спустя три десятилетия. |            |                                                              |                           |                                                                                      |                  |             |                     |
| 36 | 8          | «Неисправное оборудование» «Malfunction»                     | Хоакин Седильо            | Тоня Конг                                                                            | 11 ноября 2019   | 3LAY08      | 6,54                |
| На автоматизированном складе техника выходит из под контроля, а машина, управляемая автопилотом, врезается в больницу. Команда 118 выезжает на происшествия. Афина, отстраненная от работы, не знает чем себя занять. Увлечение Эдди боями без правил принимает критический оборот, когда он едва не убивает человека. Хэн, отвозя пострадавшего в больницу, попадает в смертельную аварию. |            |                                                              |                           |                                                                                      |                  |             |                     |
| 37 | 9          | «Опасные осадки» «Fallout»                                   | Маркус Стоукс             | Хуан-Карлос Сото                                                                     | 25 ноября 2019   | 3LAY09      | 6,14                |
| Неожиданная встреча помогает Хэн прийти в себя после аварии. Мэдди получает звонок от жертвы домашнего насилия, которой ранее она пыталась помочь. Команда 118 выезжает на сообщение о ДТП в туннеле, где разбился грузовик с радиоактивными отходами. Капитан Нэш, рискуя жизнью, остается на месте происшествия один, пытаясь спасти водителя, застрявшего в машине. |            |                                                              |                           |                                                                                      |                  |             |                     |
| 38 | 10         | «Настроение в Рождество» «Christmas Spirit»                  | Алонсо Алварес-Барреда    | Эндрю Мейерс                                                                         | 2 декабря 2019   | 3LAY10      | 6,81                |
| Команда 118 работает в Рождество и принимает самые разные вызовы: сотрудника аэропорта засосало в турбину самолета, кожа девушки посинела за ночь. Мэдди проходит терапию, чтобы окончательно избавиться об психологической травмы. Хэн и Карен решаются на очень важный шаг. После того, как Майкл среди ночи приходит в дом к бывшей жене, но не помнит об этом на утро, Афина и Бобби советуют ему пройти обследование. Сама же Афина решает сделать сюрприз мужу, работающему в праздники. |            |                                                              |                           |                                                                                      |                  |             |                     |
| 39 | 11         | «Трудный денек» «Seize the Day»                              | Сара Бойд                 | Линдси Больё                                                                         | 16 марта 2020    | 3LAY11      | 6,97                |
| Чимни вспоминает детство с отцом, которого не видел 15 лет из-за приезда неожиданного гостя. Афина и Майкл говорят с детьми о предстоящей операции последнего. Также команда спасателей отвечает на несколько вызовов: в горле у мужчины застряла живая рыба, банковского служащего задавил трактор, а парень ударился горлом о стальную трубу. Бака официально выписывают после операции - теперь он полностью здоров. |            |                                                              |                           |                                                                                      |                  |             |                     |
| 40 | 12         | «Дураки» «Fools»                                             | Дейвид Гроссман           | Эндрю Мейерс                                                                         | 23 марта 2020    | 3LAY12      | 7,03                |
| Спасатели помогают блогеру, застрявшего на карусели в ходе записи очередного ролика, а также спасают девушку, попавшую в беду на первом свидании. В больницу доставляют женщину с пулевым ранением головы трехмесячной давности. Только вот ни жертва, ни ее муж не знают когда произошел выстрел и кто его произвел. После несчастного случая в школе, Эдди приходится поговорить с сыном о его особенностях. |            |                                                              |                           |                                                                                      |                  |             |                     |
| 41 | 13         | «Пригвоздились» «Pinned»                                     | Джон Дж. Грей             | Надя Абасс-Мадден и Хуан Карлос Кото                                                 | 30 марта 2020    | 3LAY13      | 7,22                |
| За помощью к спасателям обращаются женщина, пострадавшая по халатности сменщика и мужчина, случайно выстреливший себе гвоздем в сердце. Чимни решает признаться Мэдди в любви. Майкл просит Бобби заменить его детям отца, если лечение рака не даст результаты. Диспетчеров 911 берут в заложники. |            |                                                              |                           |                                                                                      |                  |             |                     |
| 42 | 14         | «Диспетчеры 911 в заложниках» «The Taking of Dispatch 9-1-1» | Маршалл Тайлер            | Надя Аббас-Мадден и Эндрю Мейерс                                                     | 13 апреля 2020   | 3LAY15      | 7,63                |
| После захвата в заложники Мэдди и другие операторы пытаются подать сигнал о помощи. Чимни, Бак и Афина понимают подсказки и придумывают план по вызволению коллег. |            |                                                              |                           |                                                                                      |                  |             |                     |
| 43 | 15         | «Юность Эдди» «Eddie Begins»                                 | Роберт М. Уильямс-младший | Сюжет: Кристофер Монфетт Телесценарий: Роберт М. Уильямс-младший и Кристофер Монфетт | 20 апреля 2020   | 3LAY14      | 6,84                |
| Когда пожарные отправляются на вызов к ребенку, застрявшему в трубе, Эдди выпадает шанс спасти пострадавшего, но героя начинают накрывать воспоминания. |            |                                                              |                           |                                                                                      |                  |             |                     |
| 44 | 16         | «Тот, кто пропал» «The One That Got Away»                    | Миллисент Шелтон          | Дэвид Фьюри                                                                          | 27 апреля 2020   | 3LAY16      | 6,81                |
| Когда после спасения всех жертв пожара погибает один из них, Хэн подозревает врачей в халатности. При следующем вызове ей приходиться самостоятельно начать операцию в машине. Бак случайно знакомится с отставным пожарным и начинает беспокоиться о своем будущем. Ведь этот пожилой и одинокий мужчина в молодости был очень похож на него самого. В это время Афина арестовывает мужчину за то, что его дрон навредил прохожим. Когда выясняется, что съемки служили подготовкой к более страшному преступлению, оказывается, что подозреваемого отпустили.                                                                                                  |            |                                                              |                           |                                                                                      |                  |             |                     |
| 45 | 17         | «Беспомощные» «Powerless»                                    | Кристен Рейдель           | Линдси Больё и Кристен Ридел                                                         | 4 мая 2020       | 3LAY17      | 6,99                |
| Спасателям придется ответить на множество призывов о помощи: от вызволения ребенка из улетевшего воздушного шара до женщины, угнавшей автокран. Джошу предлагают выступить в суде по делу о захвате заложников, он просит совета у Мэдди. Карен подозревает Хэн в измене. В городе отключают электричество. В это время Афина выслеживает серийного насильника и приезжает на склад. Преступник нападает на нее в полной темноте. Бобби спешит на помощь жене, слыша по телефону ее крики, а после и выстрел... |            |                                                              |                           |                                                                                      |                  |             |                     |
| 46 | 18         | «Что дальше?» «What's Next?»                                 | Дженнифер Линч            | Хуан Карлос Сото и Кристен Рейдель                                                   | 11 мая 2020      | 3LAY18      | 7,29                |
| Спасатели торопятся на масштабное крушение поезда. Среди пассажиров Бак встречает очень важного для себя человека, что влияет на ход спасательной операции. Майкл получает результаты обследования, а Хэн готовится к поступлению в медицинский. Афина не может психологически восстановиться после нападения. Джош дает показания в суде. Мэгги и Чимни узнают невероятную новость. |            |                                                              |                           |                                                                                      |                  |             |                     |

### Сезон 4 (2021)
| № общий | № в сезоне | Название                                                   | Режиссёр                  | Автор сценария                      | Дата премьеры   | Произв. код | Зрители в США (млн) |
| --- | ---------- | ---------------------------------------------------------- | ------------------------- | ----------------------------------- | --------------- | ----------- | ------------------- |
| 47 | 1          | «Новая аномалия» «The New Abnormal»                        | Дэвид Гроссман            | Хуан Карлос Сото                    | 18 января 2021  | 4LAY01      | 7,19                |
| После прорыва дамбы от наводнений и оползней страдает весь город. Команда 118 выезжает на место столкновения автобуса с офисным зданием. Транспорт частично повис в воздухе, что усложняет эвакуацию. Мэдди должна обнаружить женщину, попавшую в линевую канализацию, а Мэй берет отпуск на учебе и решает попробовать себя в необычной роли. Афине трудно вернуться на работу после нападения.                                                                                   |            |                                                            |                           |                                     |                 |             |                     |
| 48 | 2          | «Одиночество вдвоем» «Alone Together»                      | Дэвид Гроссман            | Линдси Больё                        | 25 января 2021  | 4LAY02      | 7,21                |
| Афина находится под обломками дома вместе с еще одной женщиной. Мэй не в состоянии объективно работать, узнав, что ее матери грозит опасность. Чимни и Бак при обходе местности находят радионяню, из которой доносится плач ребенка, но где же его найти? Остальные члены команды спасают группу туристов, которых может убить надпись "Hollywood". |            |                                                            |                           |                                     |                 |             |                     |
| 49 | 3          | «Будущее время» «Future Tense»                             | Марита Грабяк             | Эндрю Мейерс                        | 1 февраля 2021  | 4LAY03      | 6,77                |
| Команда 118 спасает человека, которого взял в плен "умный дом". А может технологиям кто-то помог? Афина не довольна профессией дочери. Хэн начинает обучение в медицинской школе, где сразу же вступает в конфликт с однокурсником. Мэдди и Чимни узнают пол ребенка и пытаются разобраться с тайнами прошлого. |            |                                                            |                           |                                     |                 |             |                     |
| 50 | 4          | «9-1-1, О чем печалитесь?» «9-1-1, What's Your Grievance?» | Бренна Маллой             | Надя Абасс-Мадден                   | 8 февраля 2021  | 4LAY04      | 6,86                |
| Первая смерть на линии вынуждает Мэй обратиться за советом к Бобби. Команда 118 эвакуирует людей из заминированного офиса. Чимни сталкивается с подрывником и начинает переговоры. Приезд родителей Бака и Мэдди заканчивается скандалом и раскрытием тайны их семьи. |            |                                                            |                           |                                     |                 |             |                     |
| 51 | 5          | «Как появился Бак» «Buck Begins»                           | Джэнн Тёрнер              | Хуан Карлос Сото                    | 15 февраля 2021 | 4LAY05      | 6,84                |
| Тайна, которую от Бака скрывали всю его жизнь, всплывает наружу, что вынуждает Эвана вспомнить свое детство и юность. Команда 118 блуждает по огненным лабиринтам горящего завода в поисках выживших. |            |                                                            |                           |                                     |                 |             |                     |
| 52 | 6          | «Сглаз» «Jinx»                                             | Джэнн Тёрнер              | Тейлор Вон                          | 22 февраля 2021 | 4LAY06      | 6,73                |
| Новичок по незнанию навлекает проклятье на команду 118. Теперь их смена будет полна множества нелепых вызовов: женщина с осьминогом на лице, мужчина приклеил себя скотчем к рекламному щиту, горящий гараж, полный фейерверков, клоун под балонами с гелием, а под конец дня - угон пожарной машины. |            |                                                            |                           |                                     |                 |             |                     |
| 53 | 7          | «Соседей не выбирают» «There Goes the Neighborhood»        | Шарат Раджу               | Стэйси Роуз                         | 1 марта 2021    | 4LAY07      | 6,40                |
| Команда 118 спасает музыкальную группу с кровотечением из глаз и мужчину, на которого упал внедорожник. Майкл, сидя на карантине, начинает наблюдать за соседями, один из которых вызывает подозрения. Мать Хэн приезжает в город и хочет поселиться по соседству, а Бак обнаруживает, что девушка, с которой у него было самое ужасное свидание в жизни - его соседка. |            |                                                            |                           |                                     |                 |             |                     |
| 54 | 8          | «Переломный момент» «Breaking Point»                       | Дэвид Гроссман            | Боб Гудман                          | 8 марта 2021    | 4LAY08      | 6,27                |
| Спасателей вызывают в аэропорт, где пьяная стюардесса потеряла контроль над собой. Афина приезжает проверить вызов о сломанной сигнализации, но заканчивается он разломом в стене и вызовом скорой. Кристофер приходит в бешенство от новости о свиданиях отца. Мэдди решает рожать дома, что пугает Чимни, наблюдающего экстренные ситуации каждый день. На одном из вызовов Бак снова встречает свою бывшую девушку. Социальный работник сообщает Карен и Хэн печальные новости. |            |                                                            |                           |                                     |                 |             |                     |
| 55 | 9          | «Врасплох» «Blindsided»                                    | Маркус Стоукс             | Эндрю Мейерс                        | 19 апреля 2021  | 4LAY09      | 6,24                |
| Афина и спасатели спешат на место страшной аварии, которая произошла по вине пьяного водителя. Это производит сильное впечатление на Бобби, вспомнившего прошлое. Мэдди и Чимни едут в роддом, а Хэн и Карен вынуждены готовить свою дочь к воссоединению с биологической матерью. |            |                                                            |                           |                                     |                 |             |                     |
| 56 | 10         | «Родительские обязанности» «Parenthood»                    | Дэвид Гроссман            | Линдси Больё                        | 26 апреля 2021  | 4LAY10      | 5,96                |
| Команда спасателей оказывают помощь родителям и детям: маме-блогеру на дне рождении сына, парню, чей отец выгнал его из дома и матери, решившей покончить с собой ради благополучия дочери. Чимни и Мэдди привыкают совмещать роль родителей с работой и заботой об Альберте, проходящем лечение после аварии. Хэн и Карен возвращают Нию биологической матери. Афина и Майкл говорят с Мэй о ее прошлой попытке самоубийства.                                                     |            |                                                            |                           |                                     |                 |             |                     |
| 57 | 11         | «Спасатели» «First Responders»                             | Дэвид Гроссман            | Кристен Рейдель и Надя Абасс-Мадден | 3 мая 2021      | 4LAY11      | 6,12                |
| Начальницу колл-центра 911 сбивает машина, ее доставляют в больницу в критическом состоянии. Афина расследует пропажу девушки, которую неизвестный увел из казино. Бак просит Тейлор помочь в привлечении внимания к этому делу. Джош вспоминает события 2006 года, которые привели его за пульт оператора. |            |                                                            |                           |                                     |                 |             |                     |
| 58 | 12         | «Охота за сокровищами» «Treasure Hunt»                     | Дэвид Гроссман            | Боб Гудман                          | 10 мая 2021     | 4LAY12      | 5,83                |
| Известный писатель перед своей смертью закопал клад в несколько миллионов долларов и оставил горожанам подсказки, как его найти. Теперь полиции и спасателям предстоит разбираться с последствиями необычного квеста, а параллельно искать сокровища самим. Бобби обсуждает с Афиной их возможную отставку. |            |                                                            |                           |                                     |                 |             |                     |
| 59 | 13         | «Подозрение» «Suspicion»                                   | Бренна Маллой             | Линдси Больё и Эндрю Мейерс         | 17 мая 2021     | 4LAY13      | 5,93                |
| Команда 118 спасают невесту и ее друзей от пожара, а также спасают мальчика от психически нездоровой матери. Хэн спорит с врачом, когда он отказывается должным образом обследовать ее мать. У Мэдди послеродовая депрессия. Семейная жизнь Бобби и Афины начинает рушиться после взаимных обвинений. На одном из вызовов в Эдди стреляют. |            |                                                            |                           |                                     |                 |             |                     |
| 60 | 14         | «Выжившие» «Survivors»                                     | Роберт М. Уильямс-младший | Кристен Рейдель                     | 24 мая 2021     | 4LAY14      | 6,35                |
| В городе орудует снайпер, мишенями которого становятся пожарные. Теперь спасатели под постоянной охраной. Депрессия Мэдди ухудшается, и девушка принимает решение уволиться. Когда раненный стрелком капитан Нэш оказывается в ловушке, Афина идет в огонь за мужем. |            |                                                            |                           |                                     |                 |             |                     |

### Сезон 5 (2021—2022)
| № общий | № в сезоне | Название                                            | Режиссёр          | Автор сценария                   | Дата премьеры    | Произв. код | Зрители в США (млн) |
| --- | ---------- | --------------------------------------------------- | ----------------- | -------------------------------- | ---------------- | ----------- | ------------------- |
| 61 | 1          | «Паника» «Panic»                                    | Брэдли Букер      | Тим Майнир и Хуан Карлос Кото    | 20 сентября 2021 | 5LAY01      | 5,08                |
| В городе настоящий хаос. Группа хакеров взломала все электронные приборы Лос-Анжелеса от телефонов до банкоматов. Это приводит к массовым авариям и несчастным случаям. После того, как в магазине Ану принимают за маму Кристофера у Эдди случается паническая атака. Афина должна выступить свидетелем по делу серийного насильника, напавшего на нее, но во время электронного коллапса преступнику удается сбежать. |            |                                                     |                   |                                  |                  |             |                     |
| 62 | 2          | «Отчаянные времена» «Desperate Times»               | Брэдли Букер      | Линдси Больё и Эндрю Мейерс      | 27 сентября 2021 | 5LAY02      | 5,45                |
| Прошло несколько дней с начала кибератаки. Из-за отключения электронных замков животные сбежали из зоопарка и начали разгуливать по городу. Люди страдают от жары при отсутствии электричества. Чимни обсуждает с Хэн усугубившееся состояние Мэдди. Бак советует Эдди разобраться в своих чувствах к Ане. Насильник снова сбегает, убив своего адвоката и похищает Гарри, чтобы отомстить Афине. |            |                                                     |                   |                                  |                  |             |                     |
| 63 | 3          | «Отчаянные меры» «Desperate Measures»               | Бен Эрнандес Брэй | Кристен Рейдель                  | 4 октября 2021   | 5LAY03      | 5,25                |
| Эдди расстается с Аной - он так и не смог полюбить девушку. Майкл винит себя в похищении сына. Афина убивает преступника раньше, чем тот назвал место нахождения Гарри. Счет идет на минуты, надо найти мальчика. Мэдди оставляет Чимни дочь и уезжает. |            |                                                     |                   |                                  |                  |             |                     |
| 64 | 4          | «Дома и на расстоянии» «Home and Away»              | Бренна Маллой     | Боб Гудман                       | 11 октября 2021  | 5LAY04      | 5,25                |
| Чимни не может поверить, что Мэдди уехала сама и хочет найти ее. Мэй недовольна возвращением на службу ее коллеги Клодетт. Женщина придирается к ней и намекает на отсутствие должного опыта. Команда 118 выезжает на место столкновения грузовика со школьным парадом. Гарри боится возвращаться домой после похищения. Афина не может справиться с мыслью, что преступник ходил по ее дому и трогал ее вещи. |            |                                                     |                   |                                  |                  |             |                     |
| 65 | 5          | «Давление со стороны коллег» «Peer Pressure»        | Хоакин Седилло    | Надя Абасс-Мадден                | 18 октября 2021  | 5LAY05      | 5,28                |
| Команда 118 помогает мужчине, шею которого порезало бензопилой, а также выезжает на пожар в доме престарелых. Клодетт продолжает донимать Мэй и даже перехватывает ее вызов. Бобби вызывают в школу Гарри поле того, как мальчик начал хамить учителям и подрался с одноклассником. Бак винит себя в ссоре с Чимни и решает перевестись в другую часть. Мэдди выходит на связь. |            |                                                     |                   |                                  |                  |             |                     |
| 66 | 6          | «9-1-1 Служба спасения» «Brawl in Cell Block 9-1-1» | Паула Ханзикер    | Эндрю Мейерс                     | 1 ноября 2021    | 5LAY06      | 5,20                |
| Команда 118 приезжает в тюрьму, где в результате массового мятежа начался пожар. Эдди и Бак оказываются в заложниках у сбежавших преступников, а остальные спасатели заблокированы в тюремной больнице с тяжело раненным охранником. Пока Хэн оперирует мужчину, Бобби и стажер разрабатывают план по усмирению заключенных. |            |                                                     |                   |                                  |                  |             |                     |
| 67 | 7          | «Истории о привидениях» «Ghost Stories»             | Кристен Уинделл   | Стейси Р. Роуз                   | 8 ноября 2021    | 5LAY07      | 5,01                |
| Мэй звонит мужчина, которого ранили и закопали заживо. Команда 118 успевает его спасти, только потерпевший не торопится отвечать на вопросы полиции. Афина и Лу пытаются разобраться в происходящем, Тейлор при помощи Бака тоже ведет журналистское расследование. Чимни продолжает поиски Мэдди. В жизни Хэн снова появляется Ева, что вызывает приступ ревности у Карен. Гарри решает поехать в дом, где его держали в заложниках. |            |                                                     |                   |                                  |                  |             |                     |
| 68 | 8          | «Эвакуация невозможна» «Defend in Place»            | Джеймс Вонг       | Тейлор Вон                       | 15 ноября 2021   | 5LAY08      | 5,11                |
| На Гаити произошел ураган, и Дэвид хочет поехать туда врачом-добровольцем. Майкл решает сделать ему предложение перед отъездом, но в больнице происходит взрыв. Клодетт отвечает на звонок мальчика, который застрял с новорождённой сестренкой в родильном отделении. Оператор делает все возможное, чтобы спасти детей. Пациент, победивший онкологию, отказывается эвакуироваться, без своей медсестры. Дэвид в этот момент проводит тяжелую операцию на мозге и просит Бобби дать ему 12 минут, чтобы все закончить. Капитан Нэш с командой делают все, чтобы огонь не добрался до операционной. |            |                                                     |                   |                                  |                  |             |                     |
| 69 | 9          | «В качестве пролога - прошлое» «Past Is Prologue»   | Маркус Стоукс     | Йен Собель                       | 29 ноября 2021   | 5LAY09      | 5,37                |
| Героям предстоит вернуться в прошлое. На одном из вызовов Хэн встречает мужчину, с которым у ее матери в молодости был роман. Бак замечает изменения в поведении Тейлор и считает, что она хочет бросить его. Но все оказывается куда сложнее. Афина при помощи Бобби пытается раскрыть ограбление казино, произошедшее в 80-х. |            |                                                     |                   |                                  |                  |             |                     |
| 70 | 10         | «Рождественские подарки» «Wrapped in Red»           | Бренна Маллой     | Линдси Больё и Надя Абасс-Мадден | 6 декабря 2021   | 5LAY10      | 5,39                |
| Как и всегда, Рождество у спасателей выдается насыщенным. Они спасают двоеженца, попавшего под трамвай и девушку, упавшую в шахту лифта. Операторам по выдуманным поводам постоянно звонит женщина. Бак и Тейлор ищут идеальные подарки друг для друга. Команда 118 устраивает маленькое чудо для жителей разрушенного дома. Эдди переживает за эмоциональное состояние сына и решает уволиться. |            |                                                     |                   |                                  |                  |             |                     |
| 71 | 11         | «Со стороны виднее» «Outside Looking In»            | Шона Даггинс      | Боб Гудман                       | 21 марта 2022    | 5LAY11      | 5,37                |
| Команда 118 спасает мужчину, застрявшего в крыше, а также эвакуирует семью из заминированной машины на ходу. Афина ищет подрывника. Бобби ищет замену Чимни и Диазу к большому недовольству остальной команды, ждущей возвращения друзей. Бака мучает чувство вини из-за поцелуя с коллегой, он не знает, стоит ли рассказывать об этом Тейлор. Эдди устал от рутинной работы в офисе и просит капитана Нэша вернуть его в часть. Бобби отказывает. |            |                                                     |                   |                                  |                  |             |                     |
| 72 | 12         | «Бостон» «Boston»                                   | Дуайт Литтл       | Линдси Больё                     | 28 марта 2022    | 5LAY12      | 4,97                |
| Серия посвящена Мэдди, Чимни и событиям, происходящим с ними все это время. |            |                                                     |                   |                                  |                  |             |                     |
| 73 | 13         | «Страх-о-Фобия» «Fear-o-Phobia»                     | Маркус Стоукс     | Эндрю Мейерс и Хуан Карлос Кото  | 11 апреля 2022   | 5LAY13      | 5,06                |
| Мэдди и Чимни решают расстаться и возвращаются домой. Команда 118 вызволяет зооняню из паутины, оказывает помощь дайверу с декомпрессионной болезнью и спасает самоубийцу. Эдди начинает сеансы у психолога. Бак рассказывает Тейлор о поцелуе с Люси. |            |                                                     |                   |                                  |                  |             |                     |
| 74 | 14         | «Глупая удача» «Dumb Luck»                          | Джон Дж. Грэй     | Тейлор Вон                       | 18 апреля 2022   | 5LAY14      | 5,04                |
| После возвращения в город Мэдди хочет вновь вернуться на работу. Люси недовольна свалившейся на нее славой после чудесного спасения женщины. Эдди продолжает проходить терапию и начинает сомневаться в пользе своей работы. Афина ищет банду подростков, ворующих дорожные знаки. |            |                                                     |                   |                                  |                  |             |                     |
| 75 | 15         | «БПИ» «FOMO»                                        | Марита Грабяк     | Николь Барраса Кейм              | 25 апреля 2022   | 5LAY15      | 5,08                |
| БПИ - боязнь пропустить интересное. Блогерша, ведущая двойную жизнь, во время прямого эфира неудачно падает в сауне, но адрес никто из ее фанатов не знает. Мама, решившая наверстать упущенное время с дочками, проваливается в бункер. На съемках реалити шоу у участника останавливается сердце. Вызовы заставляют героев задуматься об упущенных мечтах, моментах и возможностях. Карен считает себя старой и волнуется, что потратила свою молодость зря. Мэдди боится, что пропустила много важных моментов в жизни Джи Юн. Афина рассуждает о том, как сложилась бы ее жизнь, не пойди она в полицию. Академический отпуск Мэй окончен. Она должна решить: вернуться к учебе или остаться работать оператором. |            |                                                     |                   |                                  |                  |             |                     |
| 76 | 16         | «Тревога» «May Day»                                 | Хуан Карлос Кото  | Хуан Карлос Кото                 | 2 мая 2022       | 5LAY16      | 5,12                |
| Отношения Мэй и Клодетт доходят до предела, когда они начинают ссориться на глазах и всего центра. Сью сажает девушек в "тихую комнату", чтобы спокойно разобраться в конфликте. Альберт говорит Чимни, что хочет уйти со службы. Из-за короткого замыкания в колл-центре начинается пожар. Эдди временно возвращается к пожарным. Мэй и Клодетт оказываются в огненной ловушке. Капитан Нэш находит их и, рискуя собой, выводит из здания. Мэй называет Бобби папой. Хэн кажется странным поведения бывшего коллеги. |            |                                                     |                   |                                  |                  |             |                     |
| 77 | 17         | «Комплекс героя» «Hero Complex»                     | Марита Грабяк     | Стейси Р. Роуз и Кристен Рейдель | 9 мая 2022       | 5LAY17      | 5,30                |
| Серия начинается в далеком прошлом, когда школьник реанимирует водителя автобуса и становится местным героем и всеобщим любимцем. Этим подростком оказывается Джона "Понедельник", заменяющий Чимни в его отсутствие. Мэй винит себя в смерти Клодетт, а вот Хэн винит кое-кого другого. Она помнит показатели женщины и не верит, что давление начало падать само по себе. Генриетта рассказывает о своих подозрениях Чимни. Вместе они начинают изучать биографию Джона и узнают, что он часто меняет места работы, а также, что Клодетт - не единственная погибшая странным образом на его вызове. Коллеги идут к Бобби и говорят, что у Джона "комплекс героя", Нэш добивается отстранения "Понедельника". Джона жаждет мести: он похищает Хэн и Чимни, несколько раз вызывает у Чимни приступ, а затем реанимирует его. Бобби переживает, что пустил в свою часть психопата и подверг команду опасности. Бак узнает, что Тейлор использует полученную от него информацию для составления новостных репортажей. |            |                                                     |                   |                                  |                  |             |                     |
| 78 | 18         | «Начать сначала» «Starting Over»                    | Кристен Рейдель   | Кристен Рейдель                  | 16 мая 2022      | 5LAY18      | 5,55                |
| Бобби на грани из-за произошедшего с Чимни и Хэн. Он считает себя плохим командиром. Мэй решила уволиться и пойти осенью в колледж. Мэдди же, наоборот, возвращается на работу, по которой очень скучала. Бак не может простить Тейлор случай с репортажем и решает порвать с девушкой. Мать Хэн решает выйти замуж, Карен вспоминает, что в свое время Тоня не пришла на их свадьбу и злится на женщину за это. Эдди боится за душевное состояние Нэша и приходит с ним поговорить. Бак подозревает, что у Чима и Мэдди все еще может наладиться. Тоня делает Хэн и Карен сюрприз: повторную свадьбу на их заднем дворе. Бобби решает уехать в отпуск и провести время наедине с женой. Команда 118 едет опять едет на вызов. |            |                                                     |                   |                                  |                  |             |                     |

### Сезон 6 (2022—2023)
| № общий | № в сезоне | Название                                             | Режиссёр                    | Автор сценария                     | Дата премьеры    | Произв. код | Зрители в США (млн) |
| --- | ---------- | ---------------------------------------------------- | --------------------------- | ---------------------------------- | ---------------- | ----------- | ------------------- |
| 79 | 1          | «Да начнется игра!» «Let the Games Begin»            | Джен Тернер                 | Эндрю Мейерс                       | 19 сентября 2022 | 6LAY01      | 4,82                |
| После того как дирижабль выходит из строя и загорается, команда 118 и Афина должны спасти людей как внутри, как и снаружи переполненного болельщиками стадиона. Во время игры в гольф обручальное кольцо сына случайно попадает в грудь отца. На конкурсе, главным призом которого является машина, финалистам становится плохо, но они отказываются ехать в больницу, т.к. это означает автоматический проигрыш. Директор конкурса отказывается приостановить розыгрыш, и Бобби приходится идти на хитрость, чтобы помочь людям. У Мэдди дома проблемы с водопроводом, Чимни предлагает ей пожить на время ремонта вместе. Мэй готовится к поездке в колледж и переживает, что не найдет общий язык с соседками по комнате. В колл-центр 911 приходят новые операторы. Люси получила травму и находится на больничном. Бак узнает, что на время своего отъезда Бобби хотел назначить ее капитаном. Эван не доволен, что Нэш выбрал новенькую, и хочет доказать, что достоин этой должности. Афина с Бобби собираются в медовый месяц, когда ее отец попадает в серьезную аварию. |            |                                                      |                             |                                    |                  |             |                     |
| 80 | 2          | «Ломай и учись» «Crash and Learn»                    | Хуан Карлос Кото            | Хуан Карлос Кото                   | 26 сентября 2022 | 6LAY02      | 4,56                |
| На "конференции счастья" обваливается конструкция, придавливая трех лучших друзей и одного сотрудника. Времени на спасения практически нет, и команда 118 должна выбрать кого вытаскивать из под завалов. Мужчина считает, что в его саду завелся грызун и решает избавиться от вредителя с помощью взрывчатки. Последствия оказываются более чем неожиданными. Мэдди помогает новичку освоиться в колл-центре 911. Хэн разрывается между семьей, учебой и выполнением обязанностей капитана. После того, как это все едва не приводит к трагедии, Карен просит жену выбрать: учеба или служба. Отец Афины лежит в коме после аварии. Бобби, ремонтируя дом тестя, находит в фундаменте тело девочки, пропавшей 45 лет назад. |            |                                                      |                             |                                    |                  |             |                     |
| 81 | 3          | «У дьявола знакомое лицо» «The Devil You Know»       | Стивен Цашида               | Линдсей Болье                      | 3 октября 2022   | 6LAY03      | 5,00                |
| 45 лет назад дело о пропаже соседки сподвигло маленькую Афину стать полицейской. После того, как тело девочки находят под домом Картеров, все подозрения падают на отца Афины, который лежит в коме. Врачи планируют привести его в сознание через 2 дня. Именно столько есть у Афины и Бобби, чтобы докопаться до правды и найти убийцу. |            |                                                      |                             |                                    |                  |             |                     |
| 82 | 4          | «Животные инстинкты» «Animal Instincts»              | Майкл Медисо                | Стейси Р. Роуз                     | 10 октября 2022  | 6LAY04      | 4,90                |
| Орнитолог оказывается погребен под корнями дерева. 118 выезжает на ДТП, устроенное пьяным водителем. Чимни пытается оказать ему помощь, но мужчина неожиданно приходит в себя и уезжает на бешенной скорости с парамедиком в машине. Мэдди пытается помочь девочке и ее матери, которых нашел отец-садист. Эдди узнает, что Кристофер уже давно его обманывает. К Баку обращается его бывший сосед с просьбой, которая может навсегда изменить жизнь Эвана. Бобби советует Хэн бороться за свою мечту быть врачом и попробовать пересдать экзамен. Афина обсуждает с мужем их жизнь в одиночестве после отправки Мэй в колледж. |            |                                                      |                             |                                    |                  |             |                     |
| 83 | 5          | «Вторжение в дом» «Home Invasion»                    | Марита Грабиак              | Надя Абасс-Мадден                  | 17 октября 2022  | 6LAY05      | 4,97                |
| В городе серия ограблений богатых домов после того, как их хозяева звонили в 911. Афина с коллегой ищут преступников в колл-центре. Желание неуклюжего парня помочь сестре с ремонтом заканчивается его погребением под монтажной пеной. Хэн повторно сдает теоретический экзамен по медицине. Мэдди и Чимни наняли няню для дочери, но женщина слишком вмешивается в жизнь молодой семьи. Из лаборатории университета поступает звонок с сообщением о взрыве. |            |                                                      |                             |                                    |                  |             |                     |
| 84 | 6          | «Завтра» «Tomorrow»                                  | Хоакин Седильо              | Николь Барраса Кейм                | 24 октября 2022  | 6LAY06      | 5,15                |
| Команда 118 ликвидируют последствия взрыва в научном институте и ищут Карен. Выясняется, что Дэнни тоже пришел на работу с мамой. Надо найти и спасти ребенка. В это время Хэн, которой запрещено участвовать в спасательной операции, вспоминает свое знакомство с женой и зарождение их семьи. |            |                                                      |                             |                                    |                  |             |                     |
| 85 | 7          | «Проклятые» «Cursed»                                 | Джеймс Вонг                 | Тейлор Вон                         | 7 ноября 2022    | 6LAY07      | 5,09                |
| Как только известная актриса приобретает ритуальный браслет, ее начинает преследовать одна неудача за другой. После того как украшение остается в машине скорой, проклятье начинает преследовать и команду 118. Бак согласился стать донором для друзей, но что-то постоянно идет не так. Хэн возвращается на службу. |            |                                                      |                             |                                    |                  |             |                     |
| 86 | 8          | «Какая у тебя фантазия?» «What's your fantasy?»      | Марита Грабиак              | Эндрю Мейерс                       | 14 ноября 2022   | 6LAY08      | 4,94                |
| На средневековом фестивале рой пчел нападает на рыцаря. Чим и Мэдди решают переехать. Бак соглашается посидеть с племянницей, но уследить за малышкой совсем не легко. На вечеринке у школьного друга Мэй находит у его соседа тетрадь с пугающими записями. В 911 звонит ассистент несносного босса. Он так желал смерти начальнику, что ему стало плохо на самом деле. Парочка влюбленных решает воплотить свои сексуальные фантазии на крыше пожарной машины. Эдди и Карла помогают Кристоферу собраться на школьные танцы. |            |                                                      |                             |                                    |                  |             |                     |
| 87 | 9          | «Предупреждающие знаки» «Red flag»                   | Бренна Маллой               | Николь Барраса Кейм                | 28 ноября 2022   | 6LAY09      | 4,96                |
| В городе поднимается ветер Санта-Ана, а это предвещает много странных и тяжелых вызовов. Собака, сбежавшая из дома, приносит хозяевам оторванную руку. Дэнни спрашивает Карен и Хен о своих биологических родителях. К Бобби в гости приходит его наставник по группе анонимных алкоголиков Уэндалл; он собирается в отпуск и просит Нэша подменить его. Бобби соглашается, хоть и чувствует, что с другом что-то происходит. Джош получает несколько молчаливых вызовов из "Дома призрака". Во время ночного дежурства на станцию 118 въезжает абсолютно голая девушка-лунатик. Чимни считает, что нашел идеальный дом для их с Мэдди семьи. На одном из пожаров Бобби находит труп своего наставника с признаками наркотического опьянения. Он не верит в случайность и решает разобраться в этом деле. |            |                                                      |                             |                                    |                  |             |                     |
| 88 | 10         | «Во вспышке» «In a flash»                            | Брэдли Букер                | Хуан Карлос Кото                   | 6 марта 2023     | 6LAY10      | 4,95                |
| В городе началась сухая гроза, молнии бьют почти без остановки. Команда 118 спасает мужчину, песок вокруг которого превратился в стекло. Молния попадает в такси, везущее девушку в роддом. Тучи сгущаются и над семьями героев. К Чимни в гости приехал отец, а к Мэдди - родители. Семейные посиделки грозят превратиться в хаос. Хэн обеспокоена переменами в жизни сына. Афина и Мей помогают Бобби провести расследование в наркологическом центре. На одном из вызовов в Бака попадает молния. |            |                                                      |                             |                                    |                  |             |                     |
| 89 | 11         | «В другой жизни» «In another life»                   | Янн Тернер и Хоакин Седильо | Линдси Больё                       | 13 марта 2023    | 6LAY11      | 4,38                |
| Бак просыпается после удара молнией и не может понять, что происходит. Его брат жив, Мэдди замужем за Дагом, терпит домашнее насилие и воспитывает дочь Женевьеву. А сам Эван работает учителем и никогда не бывал в пожарной части. В шоке парень бежит к Чимни и узнает, что капитан Нэш умер 5 лет назад от алкоголизма, а Эдди потерял опеку над сыном. Бак должен решить зачем он попал в это место и как отсюда выбраться. В реальном мире Чимни мучается чувством вины - ведь Бак забрался на лестницу вместо него, и пытается решить многолетний конфликт с отцом. Мэй и Афина переживают за Бобби, после произошедшего с Уэндаллом он может не выдержать новых потрясений. |            |                                                      |                             |                                    |                  |             |                     |
| 90 | 12         | «Исцеление» «Recovery»                               | Джон Дж. Грей               | Эндрю Мейерс                       | 20 марта 2023    | 6LAY12      | 4,41                |
| Родные и друзья "задушили" Бака заботой после случившегося. Сам Эван не может принять мысль о том, что пережил смерть, за советом он идет к Эдди, который в свое время прошел через то же самое. Бобби не может смириться со смертью лучшего друга. Поговорив с одной из пациенток рехаба, Нэш узнает, что Уэндалл хотел провести собственное расследование смертей пациентов, за что и поплатился жизнью. Афина наводит мужа на мысль, что перед своей смертью Уэндалл поставил в клинике скрытую камеру, и что она, скорее всего, еще там. Нужно найти устройство и спасти остальных пациентов. |            |                                                      |                             |                                    |                  |             |                     |
| 91 | 13         | «Новая сенсация» «New sensation»                     | Джихане Мрад Балаа          | Стейси Р. Роуз                     | 10 апреля 2023   | 6LAY13      | 4,48                |
| В фитнес центре во время занятий сайклингом почти все, включая тренера падают с симптомами обезвоживания. У Бака открываются аналитические способности после попадания в него молнии. Команда 118 приезжает на помощь к девочке с аллергией на воду и женщине, пострадавшей из-за интимных экспериментов мужа. Чимни и Мэдди очень беспокоит странная женщина, выдающая себя за их соседку. Карен и Хэн узнают, что Дэнни уже долгое время общается с биологическим отцом. |            |                                                      |                             |                                    |                  |             |                     |
| 92 | 14         | «Борьба за производительность» «Performance anxiety» | Шона Даггинс                | Надя Абасс-Мэдден                  | 17 апреля 2023   | 6LAY14      | 4,46                |
| Настало время ежегодной аттестации, где Бобби должен будет оценить свою команду, а они оценят его. Капитан Нэш отправляет Чимни инструктором в Академию, чтобы улучшить его лидерские качества. Менеджер пекарни хочет нарушить условия труда, чтобы повысить производительность, но сама становится жертвой несчастного случая. На соревнованиях по бодибилдингу у одного из посетителей лопнула рука. Семья Эдди хочет наладить его личную жизнь, правда, не спрашивая, нужно ли это ему самому. Хэн трудно смириться с тем, что теперь в жизни ее сына появился отец. |            |                                                      |                             |                                    |                  |             |                     |
| 93 | 15         | «Смерть и налоги» «Death and taxes»                  | Грег Сирота                 | Тейлор Вон                         | 24 апреля 2023   | 6LAY15      | 4,53                |
| К налоговому агенту в офис вламывается его клиент и случайно поджигает себя. Во время похорон в часовню въезжает машина и придавливает одну из присутствующих. Команда 118 спасает женщину и узнает, что именно на ее похороны все и собрались. Бак идет на свидание с одной из пострадавших. Афина помогает арестовать известного мошенника, но по дороге в участок ему становится плохо, и он умирает в скорой. Афина мучается чувством вины и идет в морг, чтобы узнать причину смерти. Так она понимает, что тело не принадлежит преступнику, а сам мошенник исчез. Чимни и Мэдди приходят письма из налоговой с требованием явиться для проверки счетов. |            |                                                      |                             |                                    |                  |             |                     |
| 94 | 16         | «Потеряно и найдено» «Lost & Found»                  | Бренна Маллой               | Линдси Больё                       | 1 мая 2023       | 6LAY16      | 4,17                |
| Чимни готовится сделать предложение Мэдди, но не знает как правильно все организовать. Команда 118 выезжает на помощь девушке, подавившейся собственными зубами. Афина помогает матери найти ребенка, пропавшего в торговом центре. На свалке двух подростков завалило мусором, во время спасательной операции Чим теряет кольцо, приготовленное для Мэдди. Его пропажа приводит к конфликтам внутри части. |            |                                                      |                             |                                    |                  |             |                     |
| 95 | 17         | «Любовь витает в воздухе» «Love Is In The Air»       | Хуан Карлос Кото            | Хуан Карлос Кото                   | 8 мая 2023       | 6LAY17      | 4,48                |
| Парень едва не погибает пытаясь сделать предложение любимой девушке, только вот она не настроена что-то менять. Другая невеста по пути в церковь застряла в карете, но готова на все, лишь бы успеть на венчание. Афина использует личный опыт, чтобы помочь девушке, потерявшей мужа. Бак чувствует себя неудобно перед Натали из-за своего бурного прошлого. Эдди пытается наладить личную жизнь, но ничего не выходит. После многих знаков и происшествий, Мэдди и Чимни решают пожениться. |            |                                                      |                             |                                    |                  |             |                     |
| 96 | 18         | «Заплати вперед» «Pay It Forward»                    | Брэдли Букер                | Эндрю Мейерс и Николь Барраза Кейм | 15 мая 2023      | 6LAY18      | 4,32                |
| На развязке массовое ДТП, вся 118 часть едет на вызов. Внезапно мост рушится, что подвергает жизни пожарных опасности и усложняет спасательную операцию. Афина пытается помочь в наведении порядка на месте крушения и совладать с собой - рация Бобби не отвечает... |            |                                                      |                             |                                    |                  |             |                     |

### Сезон 7 (2024)
| № общий | № в сезоне | Название                                                          | Режиссёр         | Автор сценария                     | Дата премьеры  | Произв. код | Зрители в США (млн) |
| --- | ---------- | ----------------------------------------------------------------- | ---------------- | ---------------------------------- | -------------- | ----------- | ------------------- |
| 97 | 1          | «Покинуть судно» «Abandon Ships»                                  | Джон Дж. Грей    | Тим Майнир                         | 14 марта 2024  | 7LAY01      | 4,93                |
| Капитан Нэш и Афина едут в круиз, на корабле они встречают пару из одного из прошлых сезонов - Лола и Норман. До круиза Афина пытается разобраться со страхом поездки. Чимни и Мэдди планируют график свиданий. Эдди узнает, что его сын общается с несколькими девочками и просит Бака о разговоре на тему отношений. Афина начинает подозревать Нормана в убийстве Лолы. Корабль захватывают. |            |                                                                   |                  |                                    |                |             |                     |
| 98 | 2          | «Раскачать лодку» «Rock the Boat»                                 | Брэдли Букер     | Линдси Больё и Хуан Карлос Кото    | 21 марта 2024  | 7LAY02      | 5,42                |
| Захватчики судна стреляют в Нормана, после находят искомое и уплывают. Бобби и Афина пытаются спасти Нормана. Шторм догоняет корабль, на корабле нет связи. Команда 118 приезжает на ДТП. Хэн и Чимни, спасая пострадавших, не осматривают виновного и он умирает на месте. Умерший оказывается сыном члена совета. Начинается расследование действий, Хэн отстраняют от работы, команда не поддерживает ее. На судне происходит взрыв. Мэдди и Хэн пытаются связаться со службой спасения Мексики. |            |                                                                   |                  |                                    |                |             |                     |
| 99 | 3          | «Опрокинутый» «Capsized»                                          | Брэдли Букер     | Хуан Карлос Кото и Линдси Больё    | 28 марта 2024  | 7LAY03      | 5,53                |
| Судно терпит крушение, Бобби и Афина застряли в салоне-казино с несколькими пассажирами и спасают одного из них, на корабле остался ребенок одной из семей пассажиров. Мэдди рассказывает Чимни о пропаже судна и предположениях Хэн. Оставшиеся пассажиры пытаются выбраться с корабля. Команда 118й летят на поиски судна. Нэш спасает ребенка. Команда спасает пассажиров. |            |                                                                   |                  |                                    |                |             |                     |
| 100 | 4          | «Бак, обеспокоенный и изумленный» «Buck, Bothered and Bewildered» | Чад Лоу          | Эндрю Мейерс и Брэдли Майкл Маркус | 4 апреля 2024  | 7LAY04      | 4,76                |
| 118я спасает девушку-лжеучастницу шоу "Холостяк". Сын Афины скрывается у нее после правонарушения. Бак ревнует Эдди к Томми. Между Томми и Баком происходит объяснение |            |                                                                   |                  |                                    |                |             |                     |
| 101 | 5          | «Ты меня не знаешь» «You Don't Know Me»                           | Бренна Маллой    | Линдси Больё и Тейлор Вон          | 11 апреля 2024 | 7LAY05      | 4,61                |
| 118я спасает коуча с обезумевшей рукой. Хэн и Карен берут девочку и с ней начинаются проблемы. Бак обижает Томми. Эдди выясняет, что Марисоль была монахиней. |            |                                                                   |                  |                                    |                |             |                     |
| 102 | 6          | «А вот и жених» «There Goes the Groom»                            | Джон Дж. Грей    | Тим Майнир и Николь Барраса Кейм   | 2 мая 2024     | 7LAY06      | 4,28                |
| Чимни пропустил свой мальчишник, который устроили Бак и Эдди, а затем и свадьбу. 118я, Мэдди и Афина ищут Чимни и выясняют, что он болен и потерял память. Чимни забывает последние 20 лет жизни и галлюцинирует встречами с Дагом и Кевином. Мэдди и Говард женятся. |            |                                                                   |                  |                                    |                |             |                     |
| 103 | 7          | «Призрак второго шанса» «Ghost of a Second Chance»                | Джеймс Вонг      | Тейлор Вон и Джеймс Вонг           | 9 мая 2024     | 7LAY07      | 4,39                |
| На 9-1-1 поступает вызов от женщины, похищенной мужчиной. Мэдди принимает вызов. Карен и Хэн ищут брата приемной дочери. Эдди и Марисоль строят отношения, но Эдди вспоминает жену. Мэдди, Афина и детектив Рик ищут похитителя ребенка. |            |                                                                   |                  |                                    |                |             |                     |
| 104 | 8          | «Шаг девятый» «Step Nine»                                         | Джон Дж. Грей    | Тим Майнир и Кристен Рейдель       | 16 мая 2024    | 7LAY08      | 3,69                |
| После того, как жертва пожара в квартире, изменившего жизнь Бобби, снова появляется, он пытается загладить свою вину. Движимый потребностью исправить прошлые ошибки, Бобби глубоко погружается в воспоминания своего детства, раскапывая моменты из своего сломанного прошлого. |            |                                                                   |                  |                                    |                |             |                     |
| 105 | 9          | «Пепел, пепел» «Ashes, Ashes»                                     | Кристин Халафиан | Эндрю Мейерс и Хуан Карлос Кото    | 23 мая 2024    | 7LAY09      | 4,54                |
| 118 награждены Медалью за храбрость за работу по спасению круизного лайнера. Хен и Карен сталкиваются с непредвиденным препятствием в своем путешествии в приемную семью. Эмоциональный роман Эдди получает дальнейшее развитие. |            |                                                                   |                  |                                    |                |             |                     |
| 106 | 10         | «Все падают» «All Fall Down»                                      | Джон Дж. Грей    | Кристен Рейдель и Линдси Больё     | 30 мая 2024    | 7LAY10      | 5,19                |
| После разрушительного пожара в доме Нэшей судьба Бобби остается неопределенной, в то время как Афина отправляется на миссию по раскрытию правды. Хен и Карин вступают в жаркую битву за опеку, в то время как Кристофер пытается простить Эдди. |            |                                                                   |                  |                                    |                |             |                     |

### Сезон 8 (2024—2025)
| № общий | № в сезоне | Название                                                              | Режиссёр         | Автор сценария                                                                         | Дата премьеры    | Произв. код | Зрители в США (млн) |
| ------- | ---------- | --------------------------------------------------------------------- | ---------------- | -------------------------------------------------------------------------------------- | ---------------- | ----------- | ------------------- |
| 107     | 1          | «Пчёлы-убийцы» «Buzzkill»                                             | Джеймс Вонг      | Молли Грин и Джеймс Леффлер                                                            | 26 сентября 2024 | 8LAY01      | 4,93                |
| 108     | 2          | «Когда «Боинг» становится жестким...» «When the Boeing Gets Tough...» | Брэдли Букер     | Тед Гриффин и Тим Майнир                                                               | 3 октября 2024   | 8LAY02      | 4,92                |
| 109     | 3          | «Окончательный подход» «Final Approach»                               | Брэдли Букер     | Тим Майнир и Тед Гриффин                                                               | 10 октября 2024  | 8LAY02      | 5,52                |
| 110     | 4          | «Нет места лучше дома» «No Place Like Home»                           | Марита Грабиак   | Линдси Больё                                                                           | 17 октября 2024  | 8LAY02      | 4,16                |
| 111     | 5          | «Маски» «Masks»                                                       | Кристин Халафиан | Тейлор Вон                                                                             | 24 октября 2024  | 8LAY02      | 3,98                |
| 112     | 6          | «Исповедь» «Confessions»                                              | Чад Лоу          | Эндрю Мейерс                                                                           | 7 ноября 2024    | 8LAY06      | 4,16                |
| 113     | 7          | «Кадры со съёмок» «Hotshots»                                          | Кит Триплер      | Линдси Больё и Аиша Кейси                                                              | 14 ноября 2024   | 8LAY07      | 4,01                |
| 114     | 8          | «Подражатели» «Wannabes»                                              | Брэдли Букер     | Молли Грин и Джеймс Леффлер                                                            | 21 ноября 2024   | 8LAY08      | 4,60                |
| 115     | 9          | «Рассказы о рыданиях» «Sob Stories»                                   | Брэдли Букер     | Сюжет: Тим Майнир и Рашад Райсани Телесценарий: Тим Майнир, Рашад Райсани и Мэтт Солик | 6 марта 2025     | 8LAY09      | 4,66                |
| 116     | 10         | «Голоса» «Voices»                                                     | Дженнифер Линч   | Тед Гриффин и Молли Севард                                                             | 13 марта 2025    | 8LAY10      | 4,21                |
| 117     | 11         | «Святая мать Господа» «Holy Mother of God»                            | Аиша Хайндс      | Тейлор Вон и Дарек Сайох                                                               | 20 марта 2025    | 8LAY11      | 4,76                |
| 118     | 12         | «Отключенный» «Disconnected»                                          | Тесса Блейк      | Молли Грин и Джеймс Леффлер                                                            | 27 марта 2025    | 8LAY12      | 5,04                |
| 119     | 13         | «Невидимый» «Invisible»                                               | Бренна Мэллой    | Линдси Больё и Тейлор Вон                                                              | 3 апреля 2025    | 8LAY13      | 4,13                |
| 120     | 14         | «Больничный день» «Sick Day»                                          | Карла Браун      | Линдси Больё и Тейлор Вон                                                              | 10 апреля 2025   | 8LAY14      | 4,47                |
| 121     | 15         | «Лабораторные крысы» «Lab Rats»                                       | Доун Уилкинсон   | Кристен Рейдель, Молли Грин и Джеймс Леффлер                                           | 17 апреля 2025   | 8LAY15      | 3,81                |
| 122     | 16         | «Последняя тревога» «The Last Alarm»                                  | Джон Дж. Грей    | Тим Майнир и Кристен Рейдель                                                           | 1 мая 2025       | 8LAY16      | 4,80                |
| 123     | 17         | «Не пейте воду» «Don't Drink the Water»                               | Джонатан Лоуренс | Молли Грин и Джеймс Леффлер                                                            | 8 мая 2025       | 8LAY17      | 3,99                |
| 124     | 18         | «Сейсмические сдвиги» «Seismic Shifts»                                | Джон Дж. Грей    | Кристен Рейдель и Молли Севард                                                         | 15 мая 2025      | 8LAY18      | 4,05                |